# Емпайр (Вісконсин)
Емпайр (англ. Empire) — місто (англ. town) в США, в окрузі Фон-дю-Лак штату Вісконсин. Населення — 2774 особи (2020).

## Демографія
Згідно з переписом 2010 року, у місті мешкало 2797 осіб у 1059 домогосподарствах у складі 876 родин. Було 1109 помешкань
Расовий склад населення:
| - 97,8 % — білих - 0,6 % — чорних або афроамериканців - 0,6 % — азіатів - 0,1 % — вихідців з тихоокеанських островів - 0,1 % — корінних американців |

До двох чи більше рас належало 0,6 %. Частка іспаномовних становила 1,5 % від усіх жителів.
За віковим діапазоном населення розподілялося таким чином: 22,2 % — особи молодші 18 років, 64,2 % — особи у віці 18—64 років, 13,6 % — особи у віці 65 років та старші. Медіана віку мешканця становила 46,7 року. На 100 осіб жіночої статі у місті припадало 104,3 чоловіків;  на 100 жінок у віці від 18 років та старших — 101,9 чоловіків також старших 18 років.
Середній дохід на одне домашнє господарство  становив 121 503 долари США (медіана — 103 000), а середній дохід на одну сім'ю — 129 055 доларів (медіана — 107 188). Медіана доходів становила 63 798 доларів для чоловіків та 48 906 доларів для жінок. За межею бідності перебувало 2,2 % осіб, у тому числі 2,1 % дітей у віці до 18 років та 0,9 % осіб у віці 65 років та старших.
Цивільне працевлаштоване населення становило 1509 осіб. Основні галузі зайнятості: освіта, охорона здоров'я та соціальна допомога — 26,2 %, виробництво — 22,0 %, роздрібна торгівля — 10,8 %, науковці, спеціалісти, менеджери — 7,9 %.